# MS Wei Li
Wei Li – żuraw pływający należący do chińskiej firmy Shanghai Salvage.
Zbudowany w 2010 w Zhenhua Heavy Industry w Szanghaju, statek ma 140,76 metra długości całkowitej, jego szerokość wynosi 40 metrów, a wysokość kadłuba 12,8 metra. Zanurzenie podróżne wynosi 5,8 metra. W czasie pracy może zanurzyć się do 8,5 metra.
Wyposażony w żuraw mogący podnosić ładunek o maksymalnym ciężarze 3000 T na wysokość 83 metrów. Szybkość podnoszenia wynosi 2,4 m/s. Oprócz głównego haka, na tym samym ramieniu zamocowane są dwa haki o mniejszym udźwigu (700 T i 50 T).
Wei Li wyposażony jest w systemy dynamicznego pozycjonowania klasy 2. Może utrzymywać się na wyznaczonym miejscu przy wietrze do 6 ° B i prądzie o szybkości do1,5 m/s (3 w). Zadanie to może być realizowane za pomocą silników i pędników (statek wyposażony jest w 2 pędniki azymutalne główne, 2 pędniki azymutalne dodatkowe (opuszczane) oraz 1 ster strumieniowy tunelowy) lub za pomocą 8 wind kotwicznych, umożliwiających zakotwiczenie jednostki na głębokości do 200 m. 
Całkowita moc napędu wynosi 15 tysięcy kW. 4 zespoły generatorowe główne mają moc po 4320 kW, 2 generatory pomocnicze po 2195 kW. Wszystkie napędzane silnikami Diesla.
Pokład roboczy ma ponad 2500 m² wolnej powierzchni. Na statku przewidziane jest miejsce dla instalacji do układania rurociągów podmorskich.